# Pános Kamménos
Panagiótis "Pános" Kamménos, em grego Πάνος Καμμένος (Atenas, 12 de maio de 1965), é um político grego. Começou sua carreira política no partido Nova Democracia. É fundador e presidente do partido Gregos Independentes (ANEL). Um dia após as eleições legislativas de 25 de janeiro de 2015, a ANEL (4,75%) e a SYRIZA (36,3%) formaram uma coligação.

## Vida
Kammenos estudou Economia e Psicologia na Universidade de Lyon. Nas eleições paramentares de 10 de outubro 1993 foi eleito pela primeira vez deputado no Parlamento Helénico nas fileiras do partido Nova Democracia.

## Fundação do partido Gregos Independentes
Em 24 de fevereiro de 2012 Kamménos fundou o partido Gregos Independentes (Anexártiti Éllines; Ανεξάρτητοι Έλληνες) que nasceu com o objetivo de combater a "Troika". O slogan do partido é "Somos muitos, somos independentes, somos gregos" (em grego "Είμαστε πολλοί, είμαστε ανεξάρτητοι, είμαστε Έλληνες").
Antes das eleições em maio de 2012, Kamménos reiterou a afirmação de que não participaria "nem morto" de um governo que se submeta às políticas de austeridade da "Troika". Portanto, uma colaboração com o seu partido com a Nova Democracia, PASOK e LAOS seriam excluídos peremptoriamente.